# Douglas A. Hartwick
Douglas Alan Hartwick, född 29 juli 1950 i Miles City i Montana, är en amerikansk diplomat som har tjänstgjort som ambassadör i Laos.
Hartwick avlade 1968 kandidatexamen i statskunskap vid College of William & Mary och 1976 masterexamen i nationalekonomi vid Washington State University. År 1985 avlade han dessutom masterexamen i tillämpad ekonomi vid Stanford University och 1993 masterexamen i nationella strategiska studier vid National Defense University.
Hartwick tjänstgjorde som USA:s ambassadör i Vientiane 2001–2004.